# Gertrud Pålson-Wettergren
Gertrud Pålson-Wettergren (Eslöv, 17 febbraio 1897 – Stoccolma, 26 novembre 1991) è stata un mezzosoprano svedese.
Fu ingaggiata dal 1922 al 1948 alla Royal Swedish Opera. Il 20 dicembre 1935 fece il suo debutto al Metropolitan di New York, nel ruolo di Amneris in Aida, con Elisabeth Rethberg, Giovanni Martinelli, John Charles Thomas e Ezio Pinza e nel 1936 il debutto all'Opera di Chicago. Le sue apparizioni al Metropolitan inclusero Brangäne in Tristano e Isotta, Venus in Tannhäuser, Carmen (che cantò in svedese sostituendo Rosa Ponselle in un'esecuzione) e l'apertura di stagione del 1936/37 con Samson et Dalila. La sua ultima esecuzione a New York fu il 29 gennaio 1938, con un totale di 29 esecuzioni.
Nonostante avesse cantato al Covent Garden nel 1936 e nel 1939 in Aida e Il trovatore, la guerra fu d'intralcio ad una carriera internazionale. Tornò a Londra nel 1947, cantando ne La Valchiria alla BBC, sotto la direzione di Thomas Beecham.
Nel 1945 cantò Nyx alla prima esecuzione dell'opera Lycksalighetens ö di Hilding Rosenberg a Stoccolma.
Aveva un repertorio abbastanza ampio, che includeva ruoli di opere wagneriane, come Brangäne, Venus, Fricka, così come Delilah, Mignon, Herodias (Salome), Marina (Boris Godunov) e Marfa (Khovanshchina). Ha sostenuto anche parti in diverse opere svedesi, come Adils och Elisiv e Domedagsprofeterna di Wilhelm Peterson-Berger, Resa till Amerika di Rosenberg, Backahasten di  e Singoalla di Gunar de Frumerie. Cantò alla prima esecuzione svedese di Peter Grimes nel 1945 e dopo il suo ritiro dalle opere, nel 1949, continuò a cantare a Stoccolma fino al 1952. Aveva una voce di vero contralto, solida e ben proiettata, con una forte personalità, che la rese una buona interprete di ruoli come Carmen e Delilah.